# Хасанбеговци (Шипово)
Хасанбеговци су насељено мјесто у општини Шипово, Република Српска, БиХ. Настало је подјелом насељеног мјеста Хасанбеговци које је било у саставу општине Гламоч према Дејтонском мировном споразуму. Према попису становништва из 1991. у пријератном насељу је живјело 155 становника.

## Становништво
| Демографија | Демографија | Демографија |
| Година      | Становника  | Становника  |
| ----------- | ----------- | ----------- |
| 1948.       | 542         |             |
| 1953.       | 419         |             |
| 1961.       | 445         |             |
| 1971.       | 392         |             |
| 1981.       | 198         |             |
| 1991.       | 155         |             |
| 2013.       | 0           |             |